# Соевый шрот
Соевый шрот — высокобелковый вид шрота. Его получают в процессе производства масла из семян сои. Соевый шрот содержит широкий набор минеральных веществ, аминокислот и белков. 
Используется в виде основы для различных комбикормов. Он является одним из самых качественных продуктов растительного происхождения для кормления сельскохозяйственных животных. Соевый шрот хорошо усваивается, а по своей биологической ценности близок к белкам животного происхождения. 
Широко применяется в животноводческой промышленности. В таких странах, как Аргентина, является одной из самых прибыльных сфер экспорта. Пригодное для торговых отношений содержание белка на 2010 год в России составляет около 67- 69 процентов.
На 2015 год в Европейском Союзе соевый шрот составляет 16% комбикормов и обеспечивает 61% белка, скармливаемого скоту.

## Состав
| Качественный показатель: | Значение:  |
| ------------------------ | ---------- |
| Сырой белок              | 46         |
| Жир, %                   | 2,5        |
| Влажность, % макс.       | 12         |
| Лизин, г/кг              | 28,4       |
| Метионин + цистин¸г/кг   | 14,2       |
| Треонин, г/кг            | 20,0       |
| Уреаза, Ph % e           | 0,01 — 0,1 |
| Калорийность, ккал/кг    | 2630,0     |